# Tre sorelle (film 2012)
Tre sorelle (三姊妹S, Sān ZǐmèiP) è un film del 2012 diretto da Wang Bing.

## Trama
Tre sorelline (Fenfen di 4 anni, Zhenzhen di 6 anni e Yingying di 10 anni) vivono da sole in un piccolo villaggio posto a 3200 m s.l.m. nella regione sud-occidentale dello Yunnan. Le tre bambine trascorrono il tempo nei campi o girovagando per il villaggio. Poiché la loro zia ha difficoltà nel provvedere al mantenimento delle bambine, il padre torna al villaggio dalla città, dove si era recato in cerca di lavoro. In un primo tempo il padre è deciso a portare tutte e tre le bambine con sé in città; infine accetta di lasciare la più grande nel villaggio, a casa del nonno.

## Distribuzione
Fu presentato in anteprima mondiale il 7 settembre 2012 alla 69ª Mostra internazionale d'arte cinematografica di Venezia. In Italia fu trasmesso in televisione il 14 settembre successivo, senza uscire nelle sale cinematografiche.

## Premi
- Premio "Orizzonti" alla 69ª Mostra internazionale d'arte cinematografica di Venezia[2]
- Mongolfiera d'oro (premio per il miglior film in competizione) e Prix du public al Festival des 3 Continents di Nantes nel 2012[3]
- Grand prix al Festival cinematografico internazionale di Friburgo nel 2013[4]